# Пицундская реликтовая роща
Пицу́ндская реликтовая роща — памятник природы, расположенный в городе Пицунде в Абхазии. Вытянутая вдоль берега Чёрного моря на 7,5 километра роща занимает площадь примерно 200 га и состоит из почти 30 000 деревьев реликтовой пицундской сосны, средний возраст которых около 80 лет. Является частью Пицунда-Мюссерского заповедника.

## Зарождение
Согласно исследованиям палеоботаников, роща является остатком древней крымско-кавказской флоры. Произрастающая в роще пицундская сосна растёт на этом месте несколько миллионов лет. Во время третичного периода мыса Пицунда не существовало, и Чёрное море плотно прилегало к Каваклукской возвышенности, возвышающейся над морем. С течением времени река Бзыбь нанесла достаточное количество камней и почвы с гор Кавказа для формирования Пицундского мыса. Образовавшаяся почва в совокупности с близостью моря создали оптимальные условия для произрастания реликтовой сосны, и вскоре она распространилась по всему мысу.

## История
В 1885 году с целью сохранения рощи она была передана в ведение Ново-Афонского монастыря с тем, чтобы монахи не рубили здоровых деревьев, а пользовались только сухостоем и валежником. Несмотря на это в период с 1885 по 1909 годы площадь рощи сократилась на 20 га, и в 1910 году по ходатайству русского исследователя кавказских лесов Я. С. Медведева территория рощи была объявлена памятником природы.
До 1914 года территория рощи входила в состав Ново-Афонского монастыря.
В 1924 году был образован Пицундский сосновый заповедник, а прилегающая к нему территория была объявлена охранным районом. В 1931 году было принято решение о разделении всех лесов Абхазии на государственные, курортные и местного значения. Роща вошла в состав Гудаутского курортного лесхоза. В 1935 году Пицундская сосновая роща была объявлена флористическим заповедником. В середине 1930-х годов началось комплексное строительство санаторно-оздоровительных учреждений в окрестностях Пицунды. Сейчас роща окружает семь 14-этажных курортных корпусов: «Маяк», «Амзара», «Амра», «Колхида», «Золотое руно», «Бзыбь» и «Апсны».
В 1951 году заповедник был упразднён и вновь восстановлен в 1957 году.
В 1966 году был учреждён Пицунда-Мюссерский заповедник, и одной из его составных частей стала Пицундская роща.

## Климат
Роща находится в зоне влажного субтропического климата, для которого характерны мягкая тёплая зима и жаркое лето, показатель среднегодовой температуры составляет +14 °C.